# Eunidia boafoi
Eunidia boafoi är en skalbaggsart som beskrevs av Stefan von Breuning 1978. Eunidia boafoi ingår i släktet Eunidia och familjen långhorningar.
Artens utbredningsområde är Ghana. Inga underarter finns listade i Catalogue of Life.